# Ahab (Prophet)
Ahab gilt im Alten Testament (bzw. dem jüdischen Tanach) als einer von drei bekannten „Falschen Propheten“ während des Babylonischen Exils. Über ihn selbst ist nicht viel bekannt. Er wird als Sohn Kolajas ausschließlich in diesem Zusammenhang erwähnt.
Ahab war Zeitgenosse des letzten jüdischen Königs Zedekia, der etwa im Dezember 598 v. Chr. oder Januar 597 v. Chr. von König Nebukadnezar (Nabū-kudurrī-uṣur II.) im Babylonischen Exil eingesetzt wurde und regierte weder im Sinne Gottes noch hielt er den ausgehandelten Bund mit Nebukadnezar ein. In Jer 28,1  bis Jer 29,21  werden sie zusammen mit Hananja (und deren Wahrsager) als die drei falschen Propheten genannt, die durch Träume und deren Deutung weissagten, jedoch nicht im Auftrag bzw. als Gesandte des Herrn der Heerscharen, des Gottes Israels. In Jer 29,21-23  überführt sie Gott der Lüge und lässt durch Jeremia weissagen, der Herr werde Zedekia und Ahab in die Hand des babylonischen Königs geben, damit er sie vor den Augen der Juden erschlage. Babel symbolisiert in der Bildersprache des Alten Testaments das „System Welt“ als ein Bild säkularer Macht in einem religiösen Gewand und steht damit theologisch in der Nähe der in der Offenbarung 17-18  genannten Hure. Sie wird im Neuen Testament aufgegriffen und sei z. B. nach 1. Joh 2,15-17  als „Fleischeslust“ ebenso vergänglich wie das Babylonische Exil, also in diesem Sinne eine falsche Hoffnung auf die Ewigkeit.
Sollte es sich bei Ahab um eine historische Person gehandelt haben (aufgrund fehlender schriftlicher Zeugnisse außerhalb des Jeremia-Buchs gilt er nicht als solche), so wäre sein Hauptwirken etwa zwischen 598 und 586 v. Chr. (Ende mit der Zerstörung des Tempels durch Nebukadnezar) zu datieren. Die Bibel lässt offen, ob die Weissagung zum Tod Ahabs tatsächlich eingetreten ist, allerdings werde man sich an sie bei einem Fluch als die im Feuer Gerösteten erinnern. Dies wird zusätzlich bekräftigt mit der Formulierung „Schändliche Tat in Israel“ und zusammen mit Ehebruch genannt (Jer 29,22-23 ).